# Nocturne (romanzo)
Nocturne è un romanzo poliziesco di Ed McBain del 1997, tradotto per la prima volta in italiano dalla casa editrice Mondadori due anni dopo.

## Trama
Il romanzo si inserisce all'interno del ciclo narrativo dell'87 distretto ed è incentrato sulle indagini che i detective Steve Carella e Cotton Hawes svolgono per scoprire il responsabile dell'omicidio di Svetlana Dyalovich, concertista un tempo famosa e poi caduta nell'anonimato a causa dell'artrite deformante alle mani, la quale vive sola, in compagnia del proprio gatto, in un quartiere povero di Isola (immaginaria città, in cui si svolgono le vicende dell'87 distretto).
La donna è stata uccisa con due proiettili al cuore, apparentemente durante una rapina alla propria casa.
Accanto al plot principale, Mc Bain sviluppa una sottotrama relativa all'uccisione di una prostituta, nel quartiere nero di Diamonbacks, da parte di tre ricchi studenti bianchi, in cerca di emozioni forti.

## Edizioni
Il romanzo è stato pubblicato per la prima volta, negli Stati Uniti, dalla Hill Corporation.
In Italia è uscito per i tipi Mondadori, all'interno della collana Omnibus, per poi essere riproposto, nel 2001, nella collana economica Il Giallo Mondadori.